# Phlomis capitata
Phlomis capitata là một loài thực vật có hoa trong họ Hoa môi. Loài này được Boiss. miêu tả khoa học đầu tiên năm 1859.